# Forêts tempérées de l'Himalaya occidental
Les forêts tempérées de l'Himalaya occidental forment une région écologique identifiée par le Fonds mondial pour la nature (WWF) comme faisant partie de la liste « Global 200 », c'est-à-dire considérée comme exceptionnelle au niveau biologique et prioritaire en matière de conservation. Elle regroupe deux écorégions terrestres des contreforts méridionaux de l'Himalaya occidental :
- les forêts de feuillus de l'Himalaya occidental
- les forêts subalpines de conifères de l'Himalaya occidental